# Етјен Жофроа Сент Илер
Етјен Жофроа Сент Илер (фр. Étienne Geoffroy Saint-Hilaire; Етан, 15. април 1772. - 19. јун 1844) био је француски природњак.
Био је члан Француске академије наука, први професор зоологије у Националном природњачком музеју, члан Наполеонове експедиције у Египат (1798-1801), где је открио бројне нове врсте животиња; након повратка основао је први европски зоолошки врт у Паризу.
Етјен Жофроа Сент Илер био је еволуциониста, следбеник Ламарка и противник Кивјеа. При класификацији животиња дошао је до сазнања о постојању заједничких особина код свих кичмењака.